# Малі Кринки
Малі́ Кри́нки — село в Україні, у Шевченківській селищній громаді Куп'янського району Харківської області. Населення становить 15 осіб. До 2020 орган місцевого самоврядування — Гетьманівська сільська рада.

## Географія
Село Малі Кринки знаходиться на відстані 2,5 км від річки Великий Бурлук (лівий берег). На відстані 2 км розташоване село Гетьманівка. За 1,5 км проходить автомобільна дорога Н26, за 3 км розташована залізнична станція Платформа 86 км.

## Історія
- 1922 — дата заснування.
- 12 червня 2020 року, відповідно до Розпорядження Кабінету Міністрів України № 725-р «Про визначення адміністративних центрів та затвердження територій територіальних громад Харківської області», увійшло до складу Шевченківської селищної територіальної громади[1].
- 19 липня 2020 року, в результаті адміністративно-територіальної реформи та ліквідації Шевченківського району, село увійшло до складу новоутвореного Куп'янського району Харківської області[2].

## Населення

### Мова
Розподіл населення за рідною мовою за даними перепису 2001 року:
| Мова       | Кількість | Відсоток |
| ---------- | --------- | -------- |
| українська | 13        | 86.67%   |
| російська  | 2         | 13.33%   |
| Усього     | 15        | 100%     |

## Постаті
- Нелень Микола Гаврилович (1926—1993) — відмінник освіти України; директор СШ № 17 м. Кременчука.